# Femeia în negru (film din 2012)
Femeia în negru (în engleză The Woman in Black) este un film de groază din 2012, regizat de James Watkins și scris de Jane Goldman. Filmul se bazează pe romanul cu același nume, scris de Susan Hill și a fost produs de Hammer Film Productions. A fost lansat în SUA și Canada pe 3 februarie 2012, bucurându-se de critici majoritar pozitive, iar în România pe 16 martie 2012.

## Rezumat
În era edwardiană, într-un mic sat englez, trei fetițe se joacă împreună într-o cameră. Brusc ele se uită în spate și încep să meargă în transă spre geam, sărind de la înălțime.
În Londra, Arthur Kipps (Daniel Radcliffe), un avocat sărac și tatăl văduv al unui băiat de patru ani, Joseph, este trimis de către firma sa să obțină actele cu care să vândă un conac mare - sumbrul și izolatul Eel Marsh House. Deși el ezită să-și lase fiul singur cu o bonă, șeful lui Arthur îl avertizează că dacă nu reușește să-și facă datoria, își va pierde slujba. Arthur este tratat cu răceală la sosirea în sat, găsind cu greu o cameră pentru noapte. El îl întâlnește pe săteanul Samuel Daily (Ciaran Hinds) și pe soția lui Elisabeth (Janet McTeer), care îi permit să rămână în casa lor. Arthur îl vizitează pe domnul Jerome, avocatul din sat, care îi dă grăbit un teanc de hârtii, spunându-i să se întoarcă la Londra. În schimb, Arthur călătorește la Eel Marsh House, unde crede că va fi capabil să își finalizeze munca. În timp ce se afla în conac este distras de zgomote ciudate, de sunetul treptelor, de anumite țipete și de apariția unei femeie îmbrăcate în negru. Crezând că a fost un accident, Arthur raportează incidentul la poliție. În secția de poliție apar trei copii; doi băieți împreună cu sora lor mai mică, care tocmai băuse înălbitor. Ea se prăbușește în brațele lui Arthur și moare.
În noaptea aceea Sam îi destăinuie că fiul lui a murit înecat, iar Elisabeth - care își pierduse mințile din cauza suferinței - începe să sculpteaze pe masă figura unei persoane care urma să fie spânzurată, după care este sedată. În ziua următoare, Arthur decide să rămână peste noapte la Eel Marsh House pentru a termina lucrarea. Acesta descoperă mai multe scrisori de la Alice Drablow, proprietara conacului care decedase recent și de la sora ei, Jennet Humfrye (Liz White), care aparent avusese tulburări mentale. Jennet susținea că Alice i-a furat fiul, pe Nathaniel, și îi cerea să o lase să îl văd. Scrisorile dezvăluie faptul că băiatul s-a înecat în mlaștină și că Jennet a acuzat-o pe Alice că nu l-a salvat pe Nathaniel. După ce a subliniat că nu o va ierta niciodată pe Alice, Jennet s-a spânzurat. Deodată jucăriile încep să facă zgomot la etaj în camera lui Nathaniel, unde Arthur vede spiritul „Femeii în negru”.
După ce încă o fetiță moare, Arthur își dă seama că decesele copiilor sunt cauzate de Jennet, care este „Femeia în negru”. Ea a blestemat satul, luând fiecare copil de la părinții lui deoarece și copilul ei a fost luat de lângă ea. Elisabeth îi spune că Joseph, care era așteptat să vină împreună cu dădaca lui, ar putea fi o țintă pentru „Femeia în negru”. Într-o încercare de a ridica blestemul, Arthur decide să îi reunească pe Nathaniel și Jennet prin găsirea corpului băiatului în mlaștină cu ajutorul lui Sam. Cei doi îi aduc cadavrul la Marsh Eel House, unde fantoma lui Jennet îl găsește culcat în patul lui, înconjurat de diverse obiecte personale; Arthur este convins că ea este satisfăcută. Cu toate acestea ea nu poate să îl țină, probabil pentru că el nu simte aceeași conexiune. Apoi Arthur și Sam îl așază pe fiul lui Jennet în mormânt cu ea.
În noaptea următoare, Arthur și fiul său se întâlnesc la gară cu intenția de a se întoarce imediat la Londra, însă băiatul fuge în timp ce Arthur stă de vorbă cu Sam. Arthur o observă apoi pe „Femeia în negru” de cealaltă parte a peronului și pe Joseph care mergea singur de-a lungul șinei de tren sub comanda ei; atunci devine evident că blestemul nu va fi niciodată ridicat. Arthur sare pe șine într-o încercare de a-l salva pe Joseph din calea trenului care venea din sens opus. Când Sam se uită îngrozit, el vede fețele tuturor copiilor care muriseră în ferestrele trenului. Odată ce trenul a trecut, Arthur îl strigă pe Sam, dar totul este întunecat. Joseph îl întreabă apoi: „Tati, cine este doamna aceea?” Arthur o vede pe soția sa stând în picioare pe șine și zâmbește înainte de a răspunde: „Este mămica ta.”. Familia dispare împreună în ceață, iar Jennet se uită la ei cu invidie, suspinând în tăcere.

## Roluri
- Daniel Radcliffe este Arthur Kipps, un tânăr avocat
- Ciarán Hinds este Sam Daily, un moșier local
- Janet McTeer este Elisabeth Daily, nevasta lui Daily
- Liz White este Jennet Humfrye, „Femeia în negru”
- Roger Allam este domnul Bentley, asociatul principal al firmei lui Arthur
- Tim McMullen este Jerome, avocatul local
- Jessica Raine este dădaca lui Joseph
- Daniel Cerqueira este Keckwick, șoferul
- Shaun Dooley este Fisher, hangiul satului
- Mary Stockley este doamna Fisher
- Molly Harmon, Emma Shorey, și Ellisa Walker-Reid sunt fiicele lui Fisher
- David Burke este PC Collins, polițistul satului
- Sophie Stuckey este Stella Kipps, soția lui Arthur
- Misha Handley este Joseph Kipps, fiul lui Arthur
- Aoife Doherty este Lucy Jerome, fiica lui Jerome
- Victor McGuire este Gerald Hardy, un sătean
- Alexia Osborne este Victoria Hardy, fiica lui Hardy
- Alisa Khazanova este Alice Drablow
- Ashley Foster este Nathaniel Drablow, fiul lui Jennet Humfrye, „Femeia în negru”
- Sidney Johnston este Nicholas Daily, fiul lui Daily

## Producție

### Dezvoltare

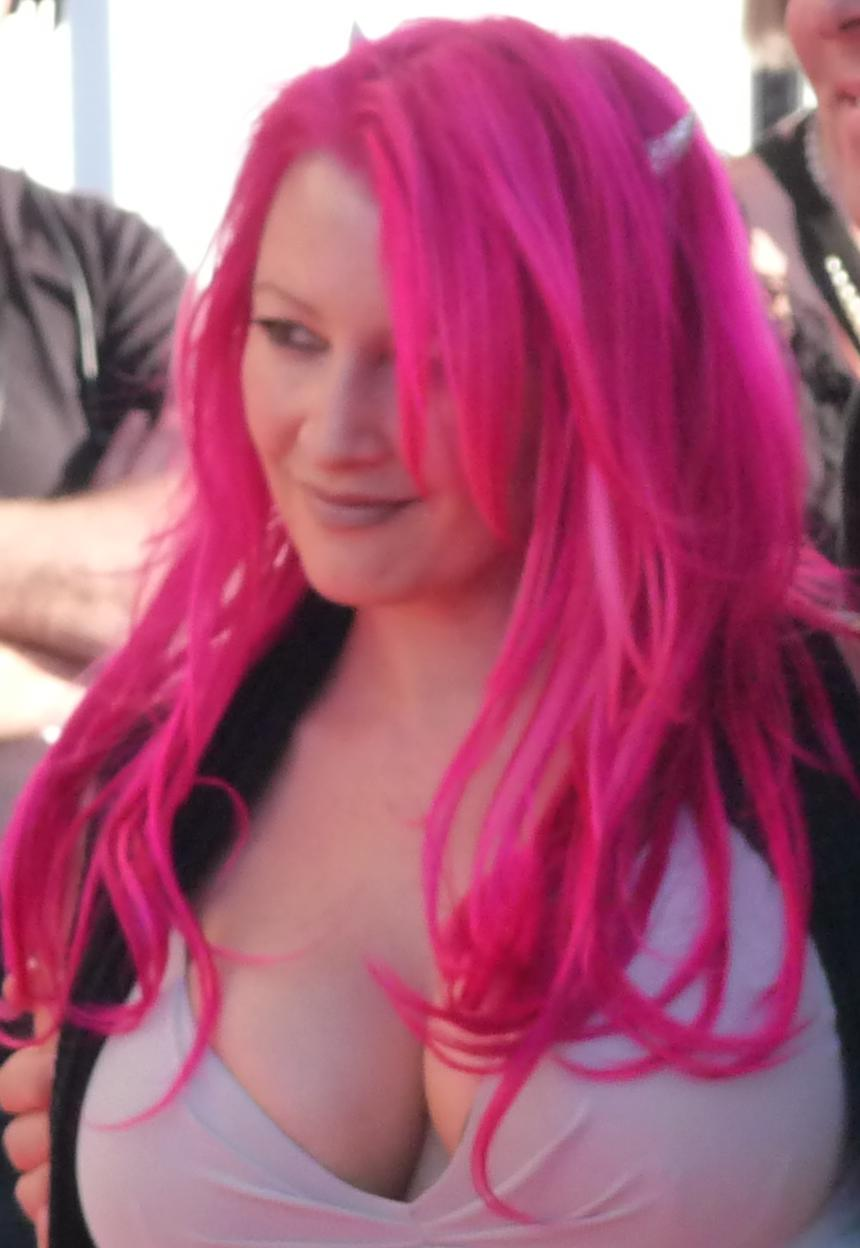
Jane Goldman a fost aleasă ca scenaristă la începutul lui 2009.

Filmul a fost anunțat inițial în 2009, avându-i pe Jane Goldman ca scenarist și mai târziu pe James Watkins ca regizor. Pe 19 iulie 2010, actorul Daniel Radcliffe a fost anunțat că va juca rolul lui Arthur Kipps. Două luni mai târziu a fost anunțat că  Ciarán Hinds i se va alătura lui Janet McTeer pentru a-i juca pe soții Daily. Înainte de începerea filmărilor, Radcliffe a stat de vorbă cu un psiholog pentru a-și putea înțelege mai bine personajul. Rolul lui Joseph Kipps a fost jucat de Misha Handley, care este finul lui Radcliffe în realitate.

### Filmare
Filmul a fost planificat să fie filmat în format 3D, dar în cele din urmă s-a renunțat la această idee. Filmările au început oficial pe 26 septembrie 2010. A doua zi, Daniel Radcliffe, actorul principal, a fost fotografiat în costum în zone localității Peterborough, Anglia.. La începutul lunii octombrie au avut loc filmări la Castelul Layer Marney, acestea terminându-se oficial pe 4 decembrie 2010.

### Coloana sonoră
Coloana sonoră a fost compusă de compozitorul american Marco Beltrami. Aceasta a primit recenzii pozitive din partea criticilor și a fost lansată ca album pe 12 martie 2012 de Silva Screen Records.
1. „Tea for Three Plus One” — 1:40
2. „The Woman in Black” — 1:56
3. „Crossing the Causeway” — 2:24
4. „Bills Past Due” — 1:22
5. „Voices in the Mist” — 2:00
6. „Journey North” — 2:56
7. „Cellar Eye” — 2:49
8. „First Death” — 2:00
9. „The Attic Room” — 1:56
10. „The Door Opens” — 1:46
11. „Fireside” — 2:30
12. „You Could Have Saved Him” — 2:58
13. „Crazy Writing” — 2:16
14. „In the Graveyard” — 2:56
15. „Elisabeth's Vision” — 3:40
16. „Into the Fire” — 3:57
17. „Jennet's Letters” — 2:12
18. „Race to the Marsh” — 2:11
19. „Rising From the Mud” — 3:13
20. „Summoning the Woman in Black” — 4:27
21. „Reunion” — 1:42
22. „Arthur's Theme” — 2:46

## Lansare

### Recepție critică
Pe 24 mai 2012 filmul a avut o cotă favorabilă de 65% pe Rotten Tomatoes, bazată pe 171 de recenzii și un rating mediu de 6/10. Filmul a primit de asemenea un rating de 62/100 din partea Metacritic, fiind bazat pe 39 de recenzii și indicând „recenzii general favorabile”.
Roger Ebert de la Chicago Sun-Times a acordat filmului trei stele din patru, comparând Femeia în negru cu Nosferatu și cu numeroasele filme cu Dracula. A lăudat în special locațiile și decorul, spunând: „Casa lui [referitor la Watkins] bântuită este vedeta”.

### Încasări
În timpul week-end-ului de deschidere, Femeia în negru a avut încasări de 20 milioane USD, fiind cea mai mare sumă pe care un film produs de Hammer a avut-o la deschidere în SUA. La acel moment, filmul a ocupat locul al doilea, fiind surclasat doar de Cronici, care a câștigat cu un milion de dolari mai mult. Încasările au depășit previziunile analiștilor din industrie, care considerau că suma se va încadra între 11-16,5 milioane USD. În România, filmul a fost urmărit de 14.732 de spectatori și a avut încasări de aproximativ 238.501 RON (71.800 USD) pe toată durata rulării. În iunie 2012, Femeia în negru a avut încasări totale de 127,730,736 USD în întreaga lume.

### Comercializare
Filmul a fost lansat pe DVD și Blu-ray pe 18 iunie 2012 în Regatul Unit, iar în SUA pe 22 mai 2012.

## Continuare
În aprilie 2012, Hammer Films a anunțat că va urma o continuare a filmului care va fi intitulată Femeia în negru: Îngerul morții (în engleză The Woman in Black: Angel of Death). Susan Hill, autoarea romanului original pe care se bazează filmul, a anunțat că va ajuta la continuarea poveștii, iar scenariul va fi scris de Jon Croker. În octombrie 2012, Tom Harper fost numit regizor. Întrucât nici un rol nu a fost atribuit, au existat numeroase zvonuri conform cărora Daniel Radcliffe își va relua pentru scurt timp rolul său din primul film.